# ツーカー

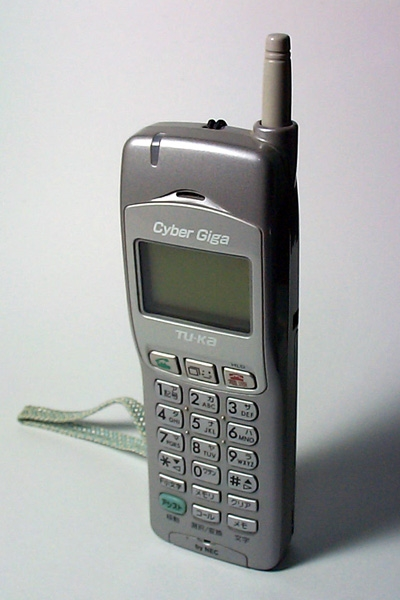
TU-KAの端末例・TH-781 NEC製 1998年

ツーカー (Tu-Ka) は、かつて存在した日本の移動体通信事業者であるツーカーセルラー2社とツーカーホン関西およびそれらを承継したKDDIが提供していた第2世代移動通信システム (2G) サービスである。東京、東海、関西の三大都市圏を中心に、デジタルホングループやNTTドコモのシティフォンと共に、1.5GHz帯のPDC方式を採用した移動体通信を提供していた。
1991年の創立以来、筆頭出資者だった日産が1999年に資本撤退してからは第二電電（DDI）傘下となり、2001年以降は、ローコスト、レガシー志向のユーザーに向けた事業展開をしていたが、2006年6月30日をもって新規加入の受付を終了し、同年12月31日の24:00をもって機種変更用端末の販売も終了（持込機種変更は継続）し、2008年3月31日の24:00をもってツーカー電話サービスそのものが終了し、14年の歴史に幕を下ろした。なお、ツーカーの電話契約数はピーク時で4,018,200契約（2001年6月末）だった。

## 概要
1992年、日産自動車を母体に、第二電電（以下DDI、現・KDDI）および京セラらの共同出資により「株式会社ツーカーセルラー東京」と「株式会社ツーカーセルラー東海」が設立された。ブランド名の「ツーカー」は、「気心の知れた人間関係」を意味する『つぅと言えばかぁ』が戦後に砕けて『ツーカー（―の仲）』という言葉になったものを採り入れたものである。
DDIはDDIセルラーグループで携帯電話事業を営んでいたが、関東・東海甲信は当時別資本のIDOとのローミングによる協業体制でサービスが提供されており、同地域にDDI直轄の移動体通信事業者が存在しなかったこともあり経営参画していた。東京・東海のシンボルマークはDDIセルラーと同じ六角形マークで「cellular」を「Tu-Ka」に差し替えたものであった。一方、関西地区はDDIセルラーグループの中核会社となる関西セルラー電話（2000年に株式会社エーユーに社名変更し現・KDDI）が存在したことから、日産主体で「株式会社ツーカーホン関西」が設立された。
1994年に日本テレコムが出資の中心だったデジタルホン（その後ジェイフォン、ボーダフォンジャパン、ソフトバンクモバイルを経て現在のソフトバンク）グループと同時に、当初からPDC方式による携帯電話第三グループの通信キャリアとして新規参入した。関東・甲信、東海、関西以外の地区に関しては郵政省（現・総務省）の指導により日産と日本テレコムとの合弁出資でデジタルツーカーを設立し、全国展開を行った。デジタルツーカーのロゴはデジタルホンのDマークの中にツーカーのロゴ(Tu-Ka)が合わさったものであった。この結果、1996年前後の携帯電話の移動体通信事業者（通信キャリア）は東名阪エリアにおいて四社、東名阪以外は三社となった。
開業当初から1998年ごろまでは市場占有率はデジタルホングループと拮抗していた。ツーカーグループは日産の資本が入っていたことから、日産のディーラーでもツーカー向け携帯電話を扱っていた。また、日産がかつて展開していたテレマティクスサービス「コンパスリンク」（後の「カーウイングス」）は、NTTドコモ以外の携帯電話はツーカーのみ対応していた。
1998年10月に業界初のプリペイド式携帯電話「プリケー」が、ツーカーホン関西地域を皮切りに市販化した。
1998年後半、設立母体であり大株主であった日産自動車は経営危機状態となり、日産リバイバルプランに基づき非中核事業のリストラを行った。ツーカーグループ各社はDDIに、合弁企業であったデジタルツーカーはデジタルホンの母体である日本テレコムにそれぞれ株式譲渡した。

### KDDIグループ入り後の事業展開
1999年3月後半、日産自動車がDDIからツーカーセルラー株を買い取った後にジェイフォンに経営統合させる案を検討していたことと、DDIがcdmaOneサービスで提携していたトヨタ自動車系のIDOとの経営統合を想定してツーカーセルラー株の手放しを表明したことから、日産自動車はツーカー3社とデジタルツーカー6社を一括して、デジタルホングループの主体だった旧・日本テレコムに株式譲渡する予定だった。しかし同年7月後半、DDIは株式売却価格への不満を理由にしてツーカーセルラー株の手放しを撤回し、この影響で唯一DDIとの関わりが無かったツーカーホン関西もDDI傘下入りした。
1999年10月に、デジタルツーカーの地域会社はジェイフォン（旧デジタルホングループ）に吸収されたことから、ツーカーグループ3社では全国をカバーせず、営業外区域（旧「デジタルツーカー」区域）においては、2008年3月のサービス終了まで引き続きジェイフォン（後のボーダフォンジャパン→ソフトバンクモバイル、現・ソフトバンク）とのローミングにより全国におけるサービスを維持提供することになった。これにより、ショートメールサービスはジェイフォン側の「スカイメッセージ」を継続採用し（後身のソフトバンクモバイルと相互送受信可能）、携帯電話IP接続サービスはジェイフォンのローミングにおいてもIDO・DDIセルラー連合（後のau）と同じEZwebを提供するというねじれ状態が生じる事になった。なお、後にTU-KA事業を実質的に巻き取ることになるauとは周波数帯・通信方式は終始異なっていた。
占有率においてはデジタルツーカーがジェイフォンに吸収されたこともあり、イー・モバイル（のちワイモバイル、現在はソフトバンクに吸収）の新規参入までNTTドコモ・au（KDDI・沖縄セルラー電話連合）・ジェイフォンに続く加入者数で最下位であった。
2000年に親会社のDDIがIDO・KDDと合併しKDDIとなり、2001年に「第3世代携帯電話（3G）」への移行を行わない方針を決定。当時の総務省は3Gの参入事業者は全国で3社のみ（事実上、東名阪以外で携帯電話事業を行っていた3社）に制限することとしており、KDDIは3Gを全国でサービス展開しているau携帯電話に一本化することとしたためである。また、将来的に新規参入が出来ることとなっても投資所要額が巨額となることもあって、当面は準備もしないこととした。
2G（PDC）サービスのみの提供を決断してからはローコスト・レガシーデバイスのメリットを追及した事業展開を開始した。2000年12月にツーカーホン関西が業界初の2年契約（縛り）の基本料金割引プラン「ツーカーV3（ブイスリー）」を提供を開始したほか、64和音の着信メロディが再生できる端末「funstyle」（正式な機種名は『TK11』）を発売するなど、auと比べて高性能ではない機種を取り揃えて廉価な料金で提供するといった棲み分けを図り、より独自性の強いサービスを提供し差別化を模索していた。auをレイトマジョリティ以上の層へ向けたサービスとして構築し、残ったラガードの層をツーカーで獲得する狙いもあった。なお、2年契約の基本料金割引プランはローミング提携先でもあるボーダフォンジャパンが2002年にハッピーボーナスを導入し、auもMY割で追従することになった。
2004年にはダウンタウンの松本人志をCMキャラクターに起用し、「通話とメールだけのシンプルなケータイ」というコンセプトを打ち出した。さらに「ツーカーシンプル料金シリーズ」として通話・通信料のわかりやすい料金プランや骨伝導式スピーカー付き携帯電話、説明書がいらないほどのスペックと使いやすさである“ケータイ版黒電話”ことツーカーS（TK50）といった特色ある端末、サービスを提供してきた。なかでも「ツーカーS」に関しては特に65歳以上の高齢者層（2004年 - 2005年当時）の大きな反響を呼び、ライバルNTTドコモも同様の機種（らくらくホンシンプル（D880SS））で追随し、また、親会社のKDDIは将来のツーカーのauブランドへの統合を想定し、通信方式の違いを除きほぼ同型の機種「簡単ケータイS（A101K）」を発売した。

## KDDIへの吸収合併
KDDIがツーカーを同じ移動体通信子会社だったPHSのDDIポケット（のちウィルコム→ワイモバイル）のように他社へ売却するか、本体へ統合するか検討している中で、意思決定の迅速化のため2005年3月25日付でツーカー3社はKDDIによる株式交換で完全子会社化された。
完全子会社化後は、携帯電話電話番号ポータビリティ（MNP）導入によりKDDIから他陣営へ顧客流出することの抑止と、ローミング先のボーダフォンジャパン（当時）における将来の3G移行を控え、ツーカー（PDC携帯電話）使用者のau携帯電話への移行により全国サービスの継続を図った。
2005年10月1日にツーカー3社がKDDIにより吸収合併され、ツーカー携帯電話はau携帯電話に順次移行していくことになり、「Tu-Ka by KDDI」（コーポレートイメージカラーは青のCIロゴの入った黄色）というブランド名が与えられ、これに伴い端末の新規開発・基地局の新規設置も打ち切られた。

### サービス終了
合併後の2005年10月11日より、ツーカー電話の使用中の電話番号をそのまま用いauへ移行する契約変更制度が開始され、auへの巻き取り施策が開始された。ただし、KDDIの予想を超えた手続きの申し込みがあり処理が逼迫したため、手続き提供開始から1週間の同年10月18日より一時的に受付を中断した。11月2日より暫定的に受付を再開し、11月9日に正式に再開した。EZwebのEメールアドレスは、EZweb@mailとEZweb@mail2に限り、2006年2月20日より引き継ぐことが出来るようになった。
2006年3月30日にKDDIは同年6月30日限りでツーカー電話の新規契約を終了すること、将来的にはサービス自体の廃止も視野に入れていることを発表した。ツーカー携帯電話のauへの巻き取りが加速する。
同年6月1日よりツーカープリペイドサービス（プリケー、プリティ）からauの通常契約へ同じ電話番号で契約変更が可能になった。変更時点でプリdeEZまたはプリdeメールを利用している場合は、Eメールアドレスを引き継げた。また、auぷりペイドへの同番移行も同年11月15日より可能となった。しかしツーカープリペイドサービスの解約後、auプリペイドサービスへ新規契約という形になり、プリdeEZ等は使えなくなった（2007年4月10日以前は登録済みの通話料の引継ぎもできなかった）。
2006年6月30日でツーカー電話の新規契約受付が終了した。同年12月7日には2008年3月31日限りでの電話サービスの終了が発表され、同年12月31日には機種変更向けのツーカー携帯電話の販売も終了した。
その後、auへの契約変更への巻き取り条件は徐々に改善された。当初はツーカーポイントの機種変更時使用不可かつメールアドレス移行不可、契約変更手数料（2835円）の負担が条件だったが、2007年1月以降これらはすべて撤廃された。2007年10月からは解約（MNP転出を含む）の際の定期契約解除料やMNP転出予約手数料の無料化、プリペイドサービスでの登録済み通話料残高の返金（1契約回線につき上限6万円）なども実施された。しかし、指定された無料交換機種の種類や在庫が少ないこと、移行特典が日を追うごとによくなること、その特典も店舗・電話応対者（実際は郵送）・訪問員によってバラツキがあるなどで、スムーズに移行出来ないという混乱も発生した。
2008年3月31日24:00（JST）ツーカー携帯電話はサービスそのものを終了した。前日の3月30日時点での残存契約数は約237,800件で、残存契約数のおよそ90%がプリペイド契約（約219,100件）だった。なお、一部のサービス店舗はauショップへ転換している。停波後にはツーカー端末を使った通信や通話は行えなくなり、契約も強制的に解除される。auへの移行やMNPを利用したau以外の他キャリアへの移行などの契約変更は4月以降も継続することとなったが、MNPを利用したau以外の他キャリアへの契約変更は2008年6月30日をもって終了し、auへの番号・ポイントの移行も同年9月30日をもって終了した。
ツーカーサービス終了後、KDDIが有する1.5GHzの周波数帯域は3G携帯電話サービスの逼迫緩和用として転用することを総務省が明らかにしている。。その後、一部の基地局設備跡地は2009年以降、UQコミュニケーションズのモバイルWiMAX、もしくはauの4GLTEの基地局設備設置スペースへ転用されている。
なお、ツーカーグループ営業エリア外での旧「デジタルツーカー」営業エリアへのローミングはソフトバンクモバイルが継続していたため、停波後も2010年3月31日のソフトバンク2G携帯電話サービス終了までは旧「デジタルツーカー」区域にツーカー携帯電話を持ち込むと、通話は不能ではあるもののアンテナピクトが表示されていた。

## オリジナルコンテンツ
funstyle
2001年6月発売のfunstyle TK11で始まった音楽配信サービス。「音楽配信」と称しているが、前後して商用化したfeel H"のSound Market・ドコモのM-Stage music、後の着うたフルのように音声圧縮による音声ファイルを配信するのではなく、着信メロディと同じくMIDIデータであり、編集機能により楽曲の一部を切り取り着信メロディとしての利用も可能である。特徴として内蔵チップのMIDIシーケンサーが最大14パート・64和音迄の演奏が可能で黎明期の通信カラオケと肩を並べるスペックであり、着信メロディとしては開始当時最高の性能であった。楽曲データのダウンロード機能を利用した同キャリアのカラオケ専門サイトも存在していた。
朝刊サービス・夕刊ツーカー
朝刊サービスは、読売新聞と報知新聞が提供した52種類のニュースジャンルと16種類のジャンルからユーザーが好みのものを選ぶもので、朝6時に配信されていたメールマガジン。夕刊ツーカーは夕刊紙感覚で週3回（月・水・金）配信されていたメールマガジン。夕刊ツーカーに関しては伊集院光が編集長として毎回コラムを執筆していた。朝刊サービスは2004年10月15日、夕刊ツーカーは2001年10月31日開始。共に2006年9月29日終了。
ホームページ広場
2002年6月27日に始まった簡単に携帯上でホームページを作成できるサービス。1MBのスペースが用意され、カメラ付ケータイで撮った写真をサイト上にアップロードすることも可能だった。掲示板やページの解説や更新を案内する招待状システムが搭載されていた。2006年8月31日新規受け付け終了。同年9月29日サービス終了。
Tu-Ka Messenger
TT21に搭載された。状態を知りたい「友達」を30人までリストに登録でき、そのうち6人までの状態をリアルタイムに知ることができる。
チャットでのメッセージ交換も可能。
以後他社携帯等でも利用が出来るようになった。 
スカイメールトリプル
通常のスカイメッセージの文字数を3倍送ることが出来た。

## 事業開始時期
旧ツーカーグループ
- 1994年4月 - ツーカーホン関西
- 1994年6月 - ツーカーセルラー東京
- 1994年7月 - ツーカーセルラー東海

旧デジタルツーカーグループ（後にJ-PHONE、Vodafone、ソフトバンクモバイルを経て現在はソフトバンク）
- 1996年1月 - デジタルツーカー九州
- 1996年5月 - デジタルツーカー中国
- 1996年12月 - デジタルツーカー東北、デジタルツーカー北海道
- 1997年1月 - デジタルツーカー北陸
- 1997年2月 - デジタルツーカー四国

## サービス終了時点での営業地域
- ツーカー東京（旧ツーカーセルラー東京）
  - 群馬県、栃木県、茨城県、埼玉県、東京都、千葉県、神奈川県、山梨県、長野県
- ツーカー東海（旧ツーカーセルラー東海）
  - 静岡県、愛知県、三重県、岐阜県
- ツーカー関西（旧ツーカーホン関西）
  - 滋賀県、京都府、大阪府、兵庫県、奈良県、和歌山県

## 端末
主に、京セラ・三洋電機（大阪、携帯電話事業のみ後に京セラへ譲渡）・東芝（携帯電話事業は後に富士通と合弁し後の富士通モバイルコミュニケーションズ）の三社が端末を納入してきた（かつての納入会社としてはソニー・三菱電機・ケンウッド・NEC・富士通・モトローラ・松下通信工業（現：パナソニック モバイルコミュニケーションズ）が挙げられる）。
2003年以降に発売された機種
- 京セラ
  - TK31
  - TK40
  - TK41
  - ツーカーS（TK50）

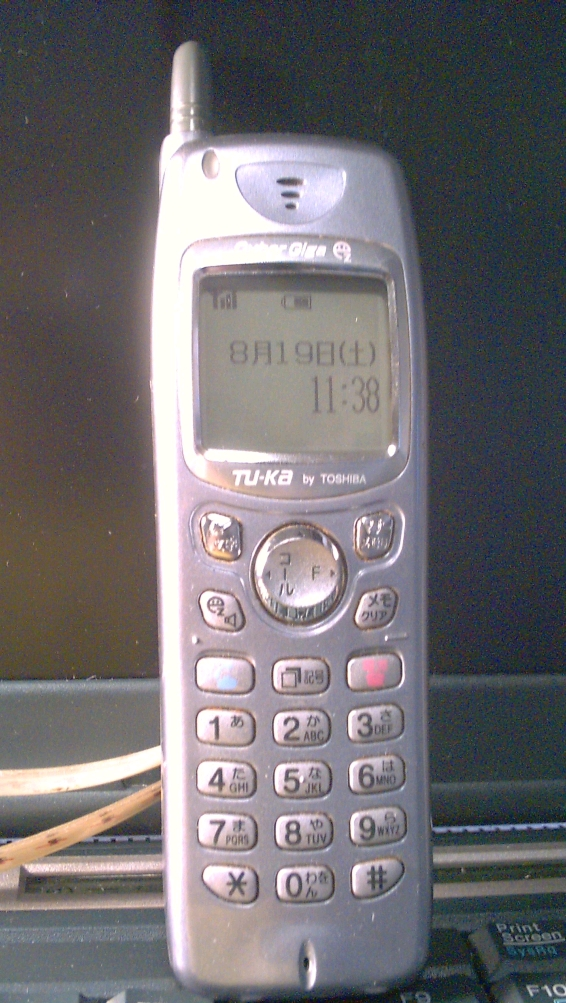
TU-KAの端末例・TT02 東芝製 2000年
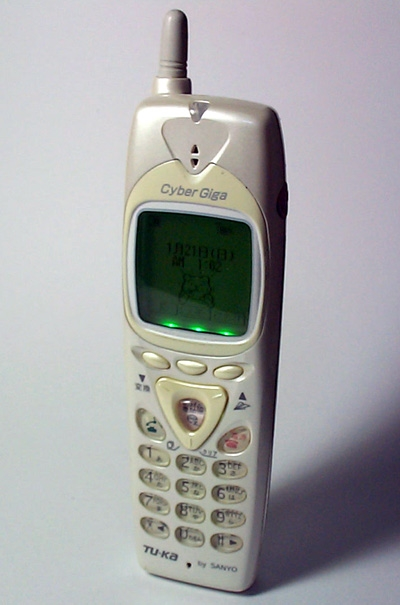
TU-KAの端末例・TS-01 三洋製 1999年

  - TK51（同機がツーカーの最終機種（2005年8月発売））

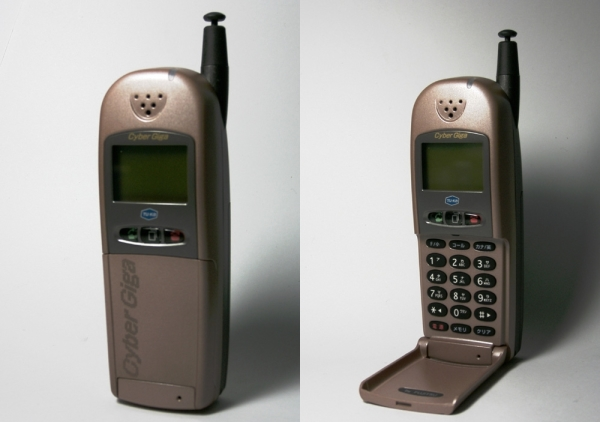
TU-KAの端末例・TH-671 富士通製 1997年
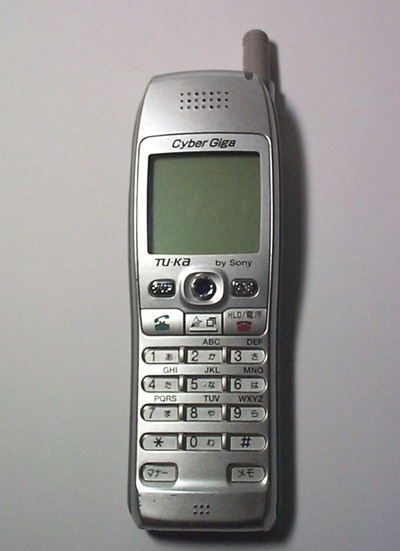
TU-KAの端末例・TH291 ソニー製 1999年

- 東芝
  - TT31
  - TT32
  - TT41
  - TT51
- 三洋電機
  - TS31
  - TS41

型番ルール
1999年11月以降に発売された端末では最初にツーカーのT、次に製造メーカーの頭文字が付き、二桁の数字で発売年とメーカーがその年内に何番目に発売した端末であるかを表す。たとえば、2001年に京セラが2番目に発売した端末は、TK12となる。ただし、TT01（1999年11月発売、新ルール適用第1号）・TS41（発売時期:2003.12）のように、12月に発売される端末は、翌年に分類されることもある。また、TK40のような付番例もある。
なお、新ルール適用の時点で京セラ・東芝・三洋以外のメーカーはほとんどツーカー向け端末から撤退しており、三菱電機はTD11、松下通信工業はTP11（いずれも2001年）が最後となった。
過去の型番

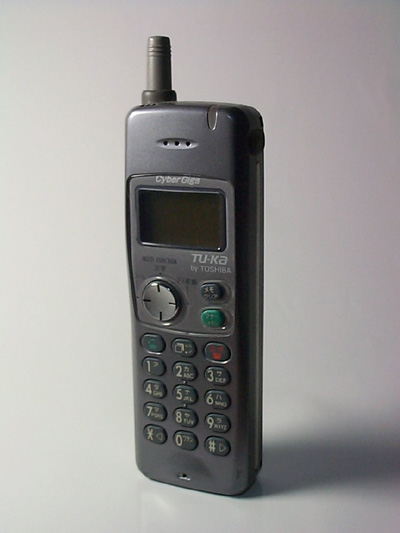
ツーカーセルラー東京では開業当初から、ツーカーセルラー東海では1996年頃から、ツーカーホン関西では1997年秋以降に発売の機種から、THxxxという3桁の型番が使われていた（一部は、THZxxの型番）。以下にて詳述の通り、1桁目は製造したメーカーを、2桁目は発売した西暦年の下1桁を、3桁目はそのメーカーに於けるその年に発売した端末の順番・世代を示していた（THZxx型番の場合は、1桁目が製造メーカー、2桁目がTHxxx型番の3桁目に相当する数字が割り当てられていた）[15]。
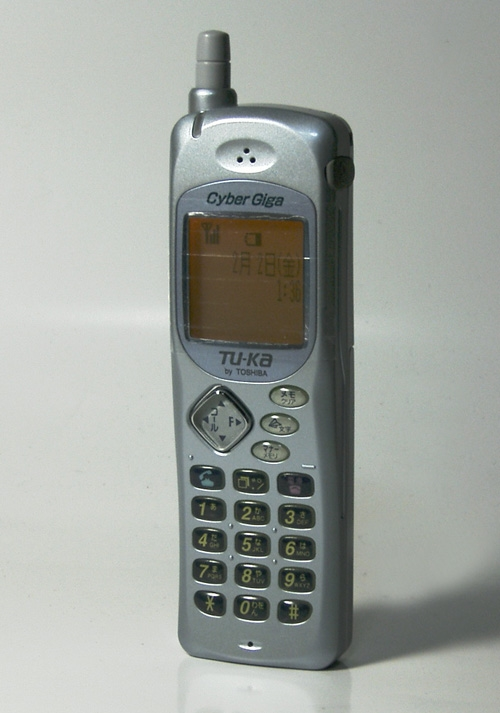
なお、一部の数字とメーカーの組み合わせ（1～3・5・7）はDDIセルラーグループと同じだった。
  - 0 松下通信工業（現・パナソニック モバイルコミュニケーションズ） - 1996年頃までのツーカーセルラー東海（以下、『東海』）・1997年夏までのツーカーホン関西（以下、『関西』）では『Pxxx』
  - 1 京セラ - 東海・関西では『Kxxx』
  - 2 ソニー（現・ソニーモバイルコミュニケーションズ） - 東海では『Sxx』（＝東京の『TH251』以前の端末に相当）、関西では『SOxx』（＝東海での『Sxx』シリーズに相当）→『Yxxx』（＝東京・東海での『TH261』・『TH271』に相当）
  - 3 東芝 - 東京の『TH361』相当の端末を東海では『TII』として販売、『TH362』以降は東京・東海で型番統一。
  - 4 三菱電機 - 東海・関西では『Dxxx』。関西では限定端末として『X201』も販売
  - 5 モトローラ - 東京の『TH541』・東海の『M』のみでツーカーグループ向け端末からは撤退。
  - 6 富士通 - 東海・関西では『Fxxx』
  - 7 NEC(現・NECモバイルコミュニケーションズ） - 東海・関西では『Nxxx』
  - 8 三洋電機 - 東海では『Yxx』、関西では『Sxxx』
  - 9 ケンウッド - 東海では『Kw』（東京の『TH951』相当）、関西では『Wxxx』

## 以前、CMに出演したタレント
- 松本人志（ダウンタウン）-後にソフトバンクのCMに出演。
- 小林桂樹＆藤岡琢也
- TIM
- 浜崎あゆみ
当初はツーカーセルラー東京・東海のみ（ツーカーホン関西で安室奈美恵を起用していたため）。後にソフトバンクのCMにも出演。
- 桜井裕美
ソフトバンクモバイルのカタログ広告に登場していた。
- 観月ありさ
当初はツーカーホン関西限定でハリソン・フォードと共演。
- 大土井裕二

### ツーカーセルラー東京のみ
- 細川俊之 & いしだ壱成
- 本木雅弘 & 大浦龍宇一 & 山口忍 & 原秀樹
「ツーカーズ」という4人組バンドの設定で出演。ツーカーズについてはジャニーズ関連OBユニット#ツーカーズを参照のこと。
本木は後にツーカーホン関西のCMにも別の役柄で出演。

### ツーカーセルラー東海のみ
- 田中律子
- YANAGIYA-V&Mr.No1se
- 坂下千里子
- 中山エミリ

### ツーカーホン関西のみ
- ハリソン・フォード
- ジャネット・ジャクソン
- PUFFY
- キダ・タロー
- 安室奈美恵 - 後にドコモのCMにも出演。

- よゐこ
- 夏帆（プリケー） - 後にauのCMにも出演。
- 観月ありさ&ブラッド・ピット - 観月ありさは当初はツーカーホン関西限定。のちにツーカーセルラー東京のCMに出演。ブラッド・ピットは後にソフトバンクモバイルのイメージキャラクターとなる。